# Fredsförpliktelse
Fredsförpliktelse är en under allmän folkrätt och FN-stadgans artikel 2(3) staters skyldighet att vid internationella tvister inte sätta internationell fred, säkerhet och rättvisan i fara.